# 乾明
乾明（560年正月—八月）是北齊廢帝高殷的年号，歷時數月。
段長基的《歷代統紀表》卷七認爲西魏君主元欽有乾明元年及二年，但是其他诸书均无记载，都称元欽没有年号。

## 纪年
| 乾明 | 元年  |
| ---- | ----- |
| 公元 | 560年 |
| 干支 | 庚辰  |

## 參看
- 中国年号索引
- 同期存在的其他政权年号
  - 天啓（558年三月－560年二月）：南朝梁政權永嘉王蕭莊的年号
  - 大定（555年正月－562年正月）：西梁政權梁宣帝蕭詧的年号
  - 天嘉（560年正月－566年二月）：南朝陈政權陳文帝陈蒨的年号
  - 武成（559年八月－560年十二月）：北周政权周明帝宇文毓年号
  - 建昌：高昌政权麴寶茂年号
  - 開國（551年－568年）：新羅真興王之年號